# Shanghai Golden Grand Prix

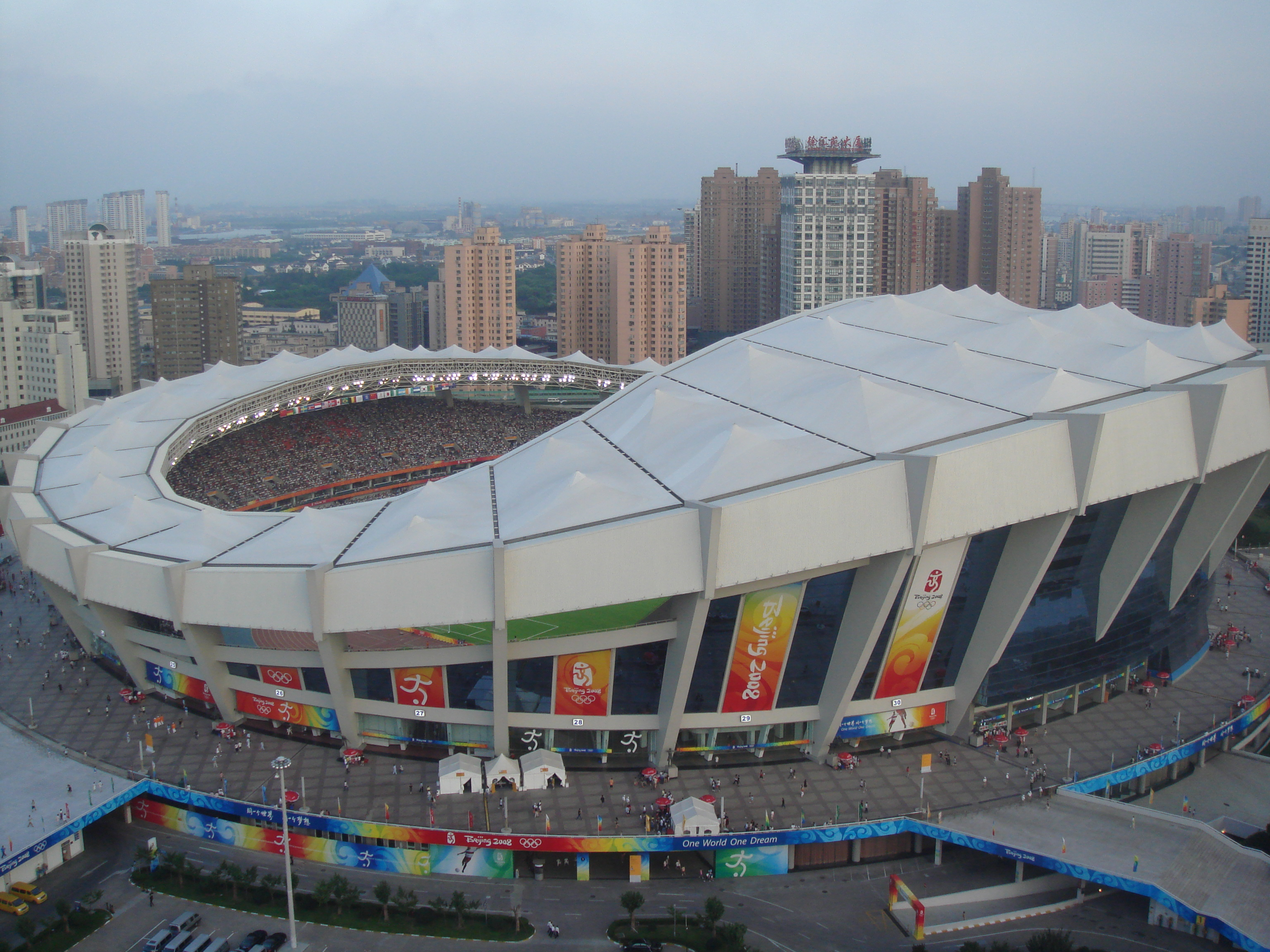
Vista dello Stadio di Shanghai, sede dello Shanghai Golden Grand Prix

Lo Shanghai Golden Grand Prix è un evento di atletica leggera che si svolge annualmente allo Stadio di Shanghai, in Cina. Possiede questo nome dal 2005 e da questo anno fino al 2009 la IAAF classificò lo Shanghai Golden Grand Prix presso i circuiti IAAF Grand Prix e IAAF Super Grand Prix. Appartiene ora al gruppo dei meeting della Diamond League.

## Edizioni
Di seguito la tabella delle ultime edizioni del meeting.
| Anno | Edizione | Circuito                 | Dettagli                        |
| ---- | -------- | ------------------------ | ------------------------------- |
| 2007 | I        | IAAF Grand Prix 2007     | Shanghai Golden Grand Prix 2007 |
| 2008 | II       | IAAF Grand Prix 2008     | Shanghai Golden Grand Prix 2008 |
| 2009 | III      | IAAF Grand Prix 2009     | Shanghai Golden Grand Prix 2009 |
| 2010 | IV       | IAAF Diamond League 2010 | Shanghai Golden Grand Prix 2010 |
| 2011 | V        | IAAF Diamond League 2011 | Shanghai Golden Grand Prix 2011 |
| 2012 | VI       | IAAF Diamond League 2012 | Shanghai Golden Grand Prix 2012 |
| 2013 | VII      | IAAF Diamond League 2013 | Shanghai Golden Grand Prix 2013 |
| 2014 | VIII     | IAAF Diamond League 2014 | Shanghai Golden Grand Prix 2014 |
| 2015 | IX       | IAAF Diamond League 2015 | Shanghai Golden Grand Prix 2015 |
| 2016 | X        | IAAF Diamond League 2016 | Shanghai Golden Grand Prix 2016 |
| 2017 | XI       | IAAF Diamond League 2017 | Shanghai Golden Grand Prix 2017 |
| 2018 | XII      | IAAF Diamond League 2018 | Shanghai Golden Grand Prix 2018 |
| 2019 | XIII     | IAAF Diamond League 2019 | Shanghai Golden Grand Prix 2019 |
| 2024 | XIV      | Diamond League 2024      | Shanghai Diamond League 2024    |
| 2025 | XV       | Diamond League 2025      | Shanghai Diamond League 2025    |

## Record del meeting

### Uomini
| Specialità             | Record             | Atleta                    | Nazionalità | Data              | Note   |
| ---------------------- | ------------------ | ------------------------- | ----------- | ----------------- | ------ |
| 100 m                  | 9.69 (+2.0 m/s)    | Tyson Gay                 | Stati Uniti | 20 settembre 2009 |        |
| 200 m                  | 19.76 (-0.8 m/s)   | Usain Bolt                | Giamaica    | 23 maggio 2010    | [ 1 ]  |
| 400 m                  | 43.99              | Steven Gardiner           | Bahamas     | 12 maggio 2018    | [ 2 ]  |
| 800 m                  | 1:43.91            | Wycliffe Kinyamal         | Kenya       | 12 maggio 2018    | [ 3 ]  |
| 1500 m                 | 3'31.42            | Nixon Chepseba            | Kenya       | 15 maggio 2011    | [ 4 ]  |
| 3000 m                 | 7'36.36            | Kenenisa Bekele           | Etiopia     | 17 settembre 2005 |        |
| 5000 m                 | 12:59.96           | Muktar Edris              | Etiopia     | 14 maggio 2016    | [ 5 ]  |
| 110 m hs               | 12.97 (+0.4 m/s)   | Liu Xiang                 | Cina        | 19 maggio 2012    | [ 6 ]  |
| 400 m hs               | 47.27              | Abderrahman Samba         | Qatar       | 18 maggio 2019    |        |
| 3000 m siepi           | 8'01.16            | Conseslus Kipruto         | Kenya       | 18 maggio 2013    | [ 7 ]  |
| Salto in alto          | 2.38 m             | Moutaz Essa Barshim       | Qatar       | 17 maggio 2015    | [ 8 ]  |
| Salto con l'asta       | 5.92 m             | Renaud Lavillenie         | Francia     | 18 maggio 2014    | [ 9 ]  |
| Salto in lungo         | 8.61 m (+0.7 m/s)  | Luvo Manyonga             | Sudafrica   | 13 maggio 2017    | [ 10 ] |
| Salto triplo           | 17.24 m (+0.7 m/s) | Phillips Idowu            | Regno Unito | 19 maggio 2012    | [ 11 ] |
| Getto del peso         | 21.08 m            | Christian Cantwell        | Stati Uniti | 23 settembre 2006 |        |
| Lancio del disco       | 69.69 m            | Zoltán Kővágó             | Ungheria    | 23 maggio 2010    | [ 12 ] |
| Lancio del giavellotto | 89.21 m            | Ihab Abdelrahman El-Sayed | Egitto      | 18 maggio 2014    |        |

### Donne
| Specialità             | Record             | Atleta              | Nazionalità | Data              | Note   |
| ---------------------- | ------------------ | ------------------- | ----------- | ----------------- | ------ |
| 100 m                  | 10.64 (+1.2 m/s)   | Carmelita Jeter     | Stati Uniti | 20 settembre 2009 |        |
| 200 m                  | 22.06 (-0.4 m/s)   | Shaunae Miller-Uibo | Bahamas     | 12 maggio 2018    | [ 13 ] |
| 400 m                  | 49.63              | Novlene Williams    | Giamaica    | 23 settembre 2006 |        |
| 800 m                  | 1'58.58            | Hasna Benhassi      | Marocco     | 17 settembre 2005 |        |
| 1500 m                 | 3:56.82            | Faith Kipyegon      | Kenya       | 14 maggio 2016    | [ 14 ] |
| 5000 m                 | 14:14.32           | Almaz Ayana         | Etiopia     | 17 maggio 2015    | [ 15 ] |
| 100 m hs               | 12.50 (+0.9 m/s)   | Brianna McNeal      | Stati Uniti | 12 maggio 2018    | [ 16 ] |
| 400 m hs               | 53.34              | Lashinda Demus      | Stati Uniti | 23 maggio 2010    | [ 17 ] |
| 3000 m siepi           | 9:04.53            | Beatrice Chepkoech  | Kenya       | 18 maggio 2019    |        |
| Salto in alto          | 2.02 m             | Blanka Vlašić       | Croazia     | 28 settembre 2007 |        |
| Salto con l'asta       | 4.85 m             | Yelena Isinbaeva    | Russia      | 20 settembre 2009 |        |
| Salto in lungo         | 6.95 m (+0.9 m/s)  | Ivana Španović      | Serbia      | 14 maggio 2016    |        |
| Salto triplo           | 14.89 m (+1.0 m/s) | Olga Rypakova       | Kazakistan  | 23 maggio 2010    | [ 18 ] |
| Getto del peso         | 20.70 m            | Nadezhda Ostapchuk  | Bielorussia | 23 maggio 2010    | [ 19 ] |
| Lancio del disco       | 70.88 m            | Sandra Perković     | Croazia     | 14 maggio 2016    | [ 20 ] |
| Lancio del giavellotto | 66.89 m            | Lü Huihui           | Cina        | 18 maggio 2019    |        |